# Rußbach am Paß Gschütt
Rußbach am Paß Gschütt – gmina w Austrii, w kraju związkowym Salzburg, w powiecie Hallein. Liczy 786 mieszkańców (1 stycznia 2015).